# 球花石斛
球花石斛（学名：Dendrobium thyrsiflorum）为兰科石斛属下的一个种。

## 扩展阅读
- 維基物種上的相關：球花石斛